# Çağlar Söyüncü
Çağlar Söyüncü (ur. 23 maja 1996 w Izmirze) – turecki piłkarz, grający na pozycji obrońcy w tureckim klubie Fenerbahçe SK oraz w reprezentacji Turcji. Uczestnik Mistrzostw Europy 2020.

## Życiorys
W czasach juniorskich trenował w Menemen Belediyesporze, Bucasporze i Aliaga Futbol AS. W 2014 roku został piłkarzem drugoligowego Altınordu SK. W jego barwach rozegrał 34 mecze w rozgrywkach TFF 1. Lig. 1 lipca 2016 odszedł za 2,65 miliona euro do niemieckiego SC Freiburg. W Bundeslidze zadebiutował 28 sierpnia 2016 w przegranym 1:2 meczu z Herthą BSC. 9 sierpnia 2018 został piłkarzem angielskiego Leicester City. Kwota transferu wyniosła około 21 milionów euro.
W reprezentacji Turcji zadebiutował 24 marca 2016 w wygranym 2:1 towarzyskim spotkaniu ze Szwecją. Do gry wszedł w 90. minucie, zastępując Ozana Tufana.